# 1913 a sportban
1913 legfontosabb sporteseményei a következők voltak:

## Események
- Az FTC nyerte a labdarúgó-bajnokságot. Ez volt a klub nyolcadik bajnoki címe.
- Jules Goux nyeri az Indianapolisi 500 mérföldes autóversenyt.
- Philippe Thys megnyeri a Tour de France-t.
- 1913-as magyar gyorskorcsolya-bajnokság, melynek férfi nagytávú összetett versenyét Gyurmán Dezső nyeri.[1]

## Születések
- január 5. – Molnár István, olimpiai és Európa-bajnok magyar vízilabdázó († 1983)
- január 25. – Robey Leibbrandt, dél-afrikai ökölvívó († 1966)
- január 31.
  - Walter Winterbottom, angol labdarúgó, edző († 2002)
  - Don Hutson, NFL-bajnok amerikai amerikai futballista, Pro Football Hall of Fame-tag († 1997)
- február 4. – Ernst Hufschmid, svájci válogatott labdarúgó, edző († 2001)
- február 24. – Jean-Pierre Hagnauer, francia jégkorongozó, olimpikon († ?)
- március 21. – Franz Brunner, olimpiai ezüstérmes osztrák kézilabdázó († 1991)
- március 26. – Bill Zuber, World Series bajnok amerikai baseballjátékos († 1982)
- március 28. – Kurt Dossin, olimpiai bajnok német kézilabdázó, edző († 2004)
- április 12.
  - Bíró István, csehszlovák válogatott labdarúgó († 1954)
  - Fritz Fromm, olimpiai bajnok német kézilabdázó, edző († 2001)
- április 13. – Csikós Gyula, magyar válogatott labdarúgó, kapus († 1992)
- április 15. – Klimek István, magyar nemzetiségű román válogatott labdarúgó († 1988)
- április 30. – Willy Schäfer, olimpiai bronzérmes svájci kézilabdázó († 1980)
- május 23. – Brandi Jenő, olimpiai és Európa-bajnok magyar vízilabdázó († 1980)
- június 5. – Peter Doherty, ír válogatott labdarúgó († 1990)
- június 12. – Heinrich Keimig, olimpiai bajnok német kézilabdázó, katona († 1966)
- június 13. – Humberto Mariles, olimpiai bajnok mexikói lovas díjugrató († 1972)
- június 19. – Helene Madison, olimpiai bajnok amerikai úszó († 1970)
- július 4. – Ulderico Sergo, olasz ökölvívó († 1967)
- július 14.
  - Hennyey Imre, magyar-kanadai vívó, olimpikon († 2007)
  - Giorgio Bocchino, olimpiai és világbajnok olasz tőrvívó. († 1995)
- július 17. – Hazai Kálmán, olimpiai bajnok magyar vízilabdázó († 1996)
- augusztus 4. – Ferdinand Kiefler, olimpiai ezüstérmes osztrák kézilabdázó († 1945)
- augusztus 5. – Arnaldo Ortelli, svájci válogatott labdarúgó († ?)
- augusztus 13. – Fred Agabashian, amerikai autóversenyző, Formula–1-es pilóta († 1989)
- augusztus 29. – Béky Bertalan, magyar válogatott labdarúgó († 2007)
- szeptember 7. – Papp Bertalan, olimpiai és világbajnok magyar kardvívó († 1992)
- szeptember 12. – Jesse Owens, olimpiai bajnok amerikai atléta († 1980)
- szeptember 21. – Georges Aeby, svájci válogatott labdarúgó († 1999)
- szeptember 23. – Tarics Sándor, olimpiai bajnok magyar vízilabdázó, építészmérnök
- szeptember 29. – Silvio Piola, világbajnok olasz válogatott labdarúgó († 1996)
- október 16. – Harangi Imre, olimpiai bajnok magyar ökölvívó († 1979)
- november 4. – Jelizaveta Ivanovna Bikova, sakkozó, női sakkvilágbajnok (1953–1956, 1958–1962) († 1989)
- november 20. – Franz Berghammer, olimpiai ezüstérmes osztrák kézilabdázó († 1944)
- december 7. Eugen Seiterle, olimpiai bronzérmes svájci kézilabdázó († ?)
- december 17. – Willy Huber, svájci válogatott labdarúgókapus († ?)

## Halálozások
| Halálozás     | Név            | Nemzetiség, sportág, eredmények | Születés |
| ------------- | -------------- | ------------------------------- | -------- |
| március 14.   | Jim Hall       | Ausztrál ökölvívó               | 1868     |
| július 4.     | Harry Knight   | Amerikai autóversenyző          | 1889     |
| július 13.    | Dan Sweeney    | amerikai baseballjátékos        | 1868     |
| szeptember 5. | Harry Endicott | Amerikai autóversenyző          | 1881     |